# Elizabeth Dilling

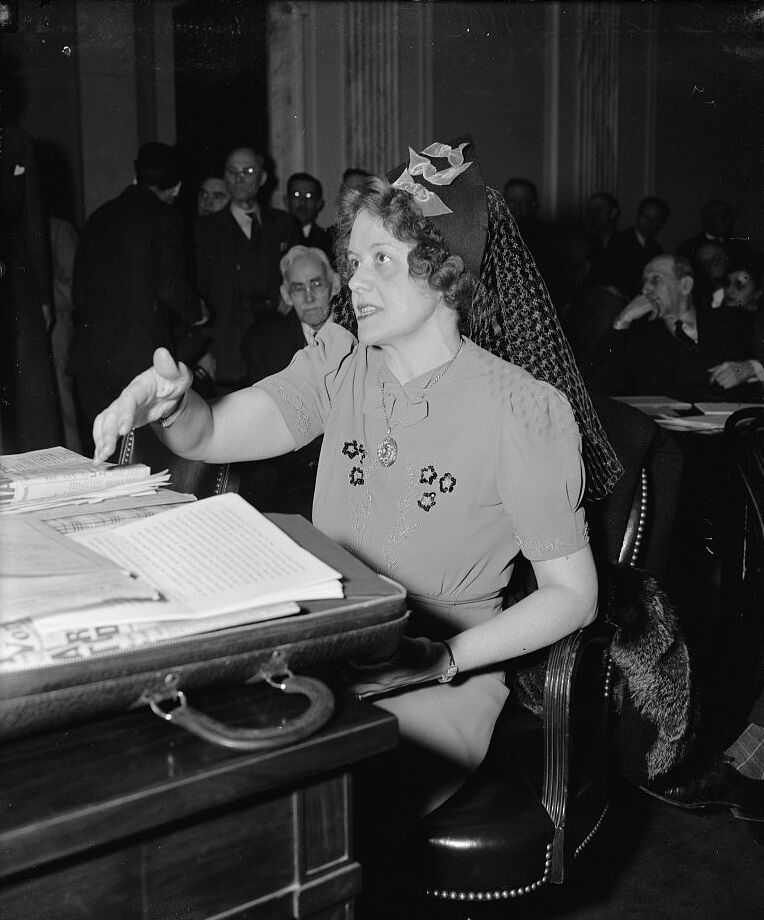
Elizabeth Dilling (1939)

Elizabeth Dilling (geborene Elizabeth Eloise Kirkpatrick; * 19. April 1894 in Chicago; † 26. Mai 1966) war eine US-amerikanische Schriftstellerin und politische Aktivistin.

## Frühes Leben und Familie
Elizabeth Dilling wurde am 19. April 1894 in Chicago, Illinois, als Elizabeth Eloise Kirkpatrick geboren. Ihr Vater, Lafayette Kirkpatrick, war ein Chirurg schottisch-irischer Abstammung; ihre Mutter Elizabeth Harding war englischer und französischer Abstammung. Der Vater starb, als sie sechs Wochen alt war, woraufhin ihre Mutter durch den Verkauf von Immobilien zum Familieneinkommen beitrug. Dillings Bruder Lafayette Harding Kirkpatrick, der sieben Jahre älter war als sie, wurde im Alter von 23 Jahren reich, nachdem er Immobilien in Hawaii entwickelt hatte. Dilling besuchte eine katholische Mädchenschule, Academy of Our Lady. Sie war sehr religiös und dafür bekannt, ihren Freunden 40-seitige Briefe über die Bibel zu schicken. Anfällig für Depressionen, machte sie mit ihrer Mutter Urlaub in den USA, Kanada und Europa.

## Antikommunismus
Dillings politischer Aktivismus wurde durch die „erbitterte Opposition“ angespornt, auf die sie bei ihrer Rückkehr nach Illinois im Jahr 1931 stieß, „dagegen, dass ich die Wahrheit über Russland erzähle … von vorstädtischen ‚intellektuellen‘ Freunden und von meinem eigenen bischöflichen Minister.“ Sie begann auf Anraten ihres Arztes als Hobby öffentlich zu sprechen. Iris McCord, eine Radiosprecherin aus Chicago, die am Moody Bible Institute lehrte, arrangierte für sie, dass sie zu örtlichen Kirchengruppen sprach. Innerhalb eines Jahres tourte Dilling in Begleitung ihres Mannes durch den Mittleren Westen, den Nordosten und gelegentlich an die Westküste. Sie zeigte ihre Filme aus der Sowjetunion und hielt mehrmals pro Woche die gleiche Rede vor einem Publikum, das manchmal bis zu mehreren hundert Zuschauern betragen konnte und von Organisationen wie den Daughters of the American Revolution (DAR) und der Amerikanischen Legion veranstaltet wurde.

## Isolationismus
Dilling war eine zentrale Figur in einer Massenbewegung isolationistischer Frauengruppen, die sich aus einer „maternalistischen“ Perspektive gegen die Beteiligung der USA am Zweiten Weltkrieg aussprachen. Die Mitgliederzahl dieser Gruppen lag 1941 zwischen einer und sechs Millionen. Der Historikerin Kari Frederickson zufolge: „Sie argumentierten, dass Krieg das Gegenteil von fürsorglicher Mutterschaft sei und dass sie als Frauen ein besonderes Interesse daran hätten, eine amerikanische Beteiligung am europäischen Konflikt zu verhindern. … Flügel, Anti-Roosevelt, Anti-Briten, Anti-Kommunisten und Antisemiten.“

## Veröffentlichungen der Nachkriegszeit
Nach der Einstellung des Prozesses von 1946 veröffentlichte Dilling weiterhin das Patriotische Forschungsbulletin. 1964 veröffentlichte sie Die Verschwörung gegen das Christentum. Das Buch „offenbart den satanischen Hass auf Christus und Christen, die für ihren Massenmord, ihre Folter und ihre Sklavenarbeit in allen Ländern des Eisernen Vorhangs verantwortlich sind – die alle von Talmudisten regiert werden“. Nach ihrem Tod trug es den Titel Die jüdische Religion: Ihr Einfluss heute.